# 左營慈濟宮

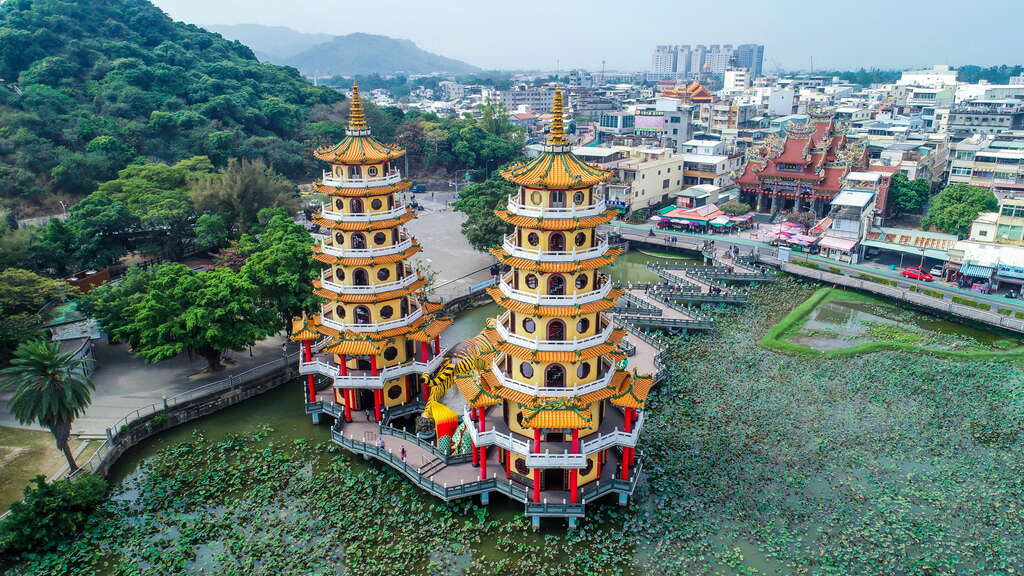
慈濟宮與龍虎塔

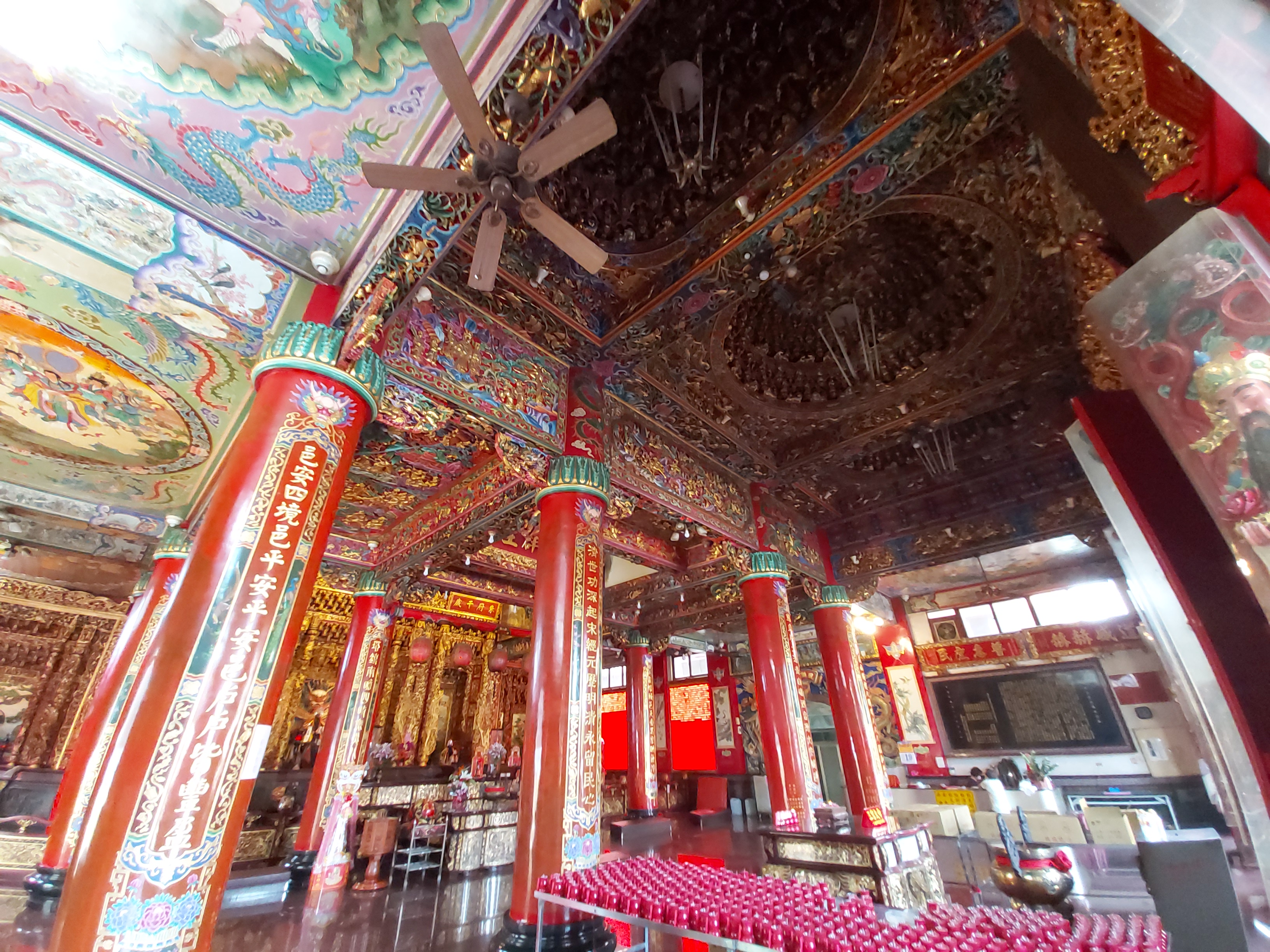
慈濟宮正殿室內空間

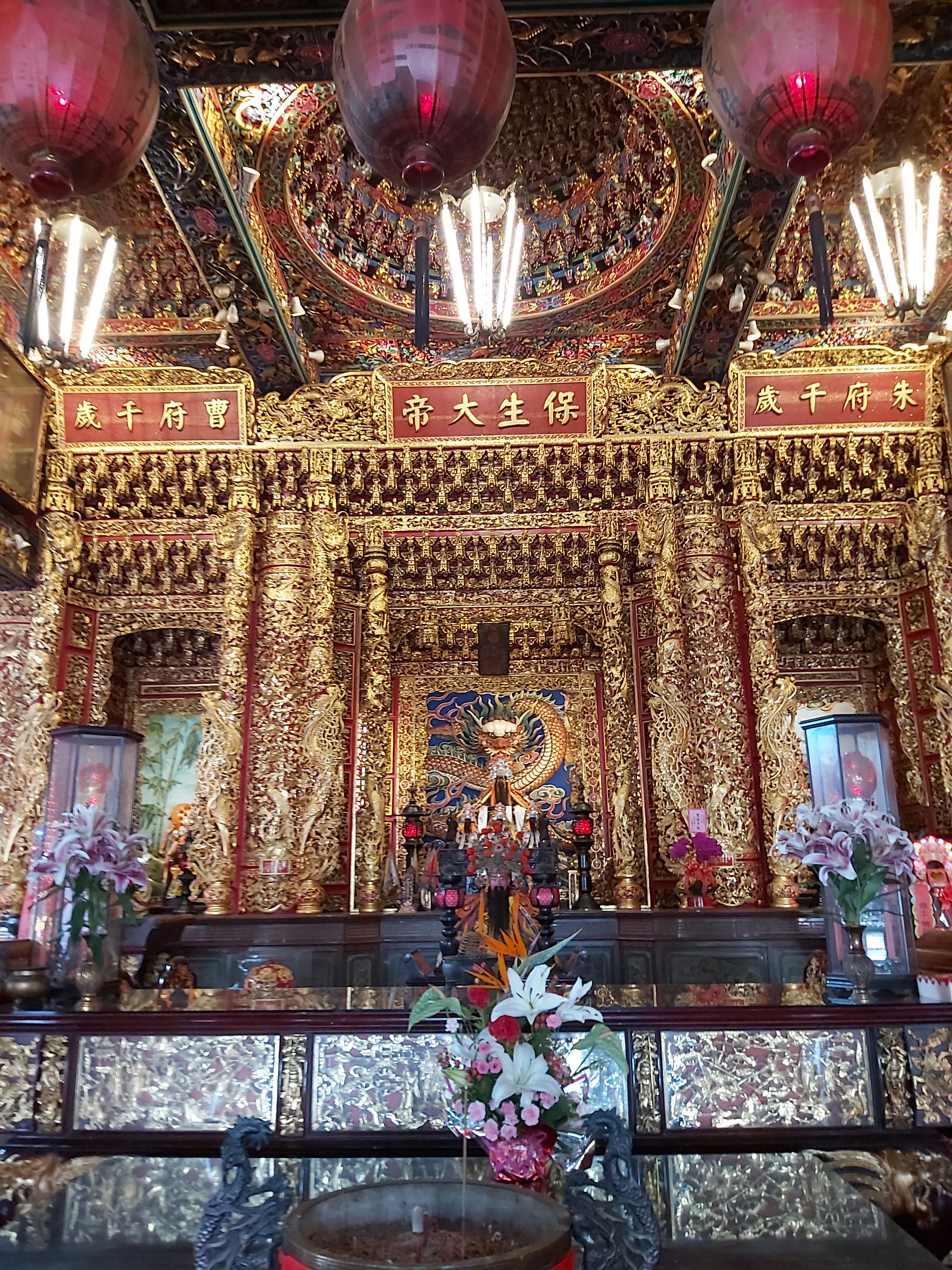
慈濟宮正殿保生大帝神像

城邑左營慈濟宮，簡稱城邑慈濟宮、左營慈濟宮，當地人俗稱老祖廟，是一間位於臺灣高雄市左營區蓮池潭畔的廟宇，主祀保生大帝，該廟附設的龍虎塔是知名觀光景點。1963年，陳玉峰曾到此廟繪製廟畫。
該廟原位於鳳山縣舊城內，建城之前已存在於興隆庄，建城之後廟宇臨近鳳山縣署，所在的街道後來變成「大道公街」。

## 沿革

### 立廟由來
根據城邑慈濟宮的沿革碑，該廟奉祀的保生大帝香火，可追溯到明鄭元帥劉國軒祀奉在戰艦上之保護神:261。明鄭時期，該神像奉祀於萬丹港南岸（現今桃子園）:261。永曆卅四年（1680年）因為疫癘肆虐，將士們損失過半，遂從福建青礁祖廟迎回十尊保生大帝聖像，並將原本的保生大帝神像化後入神其中，分祀於安平鎮及萬年州十角落:261。而後翌年（1681年）疫厲就平息下來，之後於興隆庄北建廟奉祀:261。謝貴文認為此段碑文雖不能盡信，但認為明鄭時期鄭軍將士在今左營區一帶屯墾時，將保生大帝香火傳入的說法是有一定的可能性:261。
此外日治時期的寺廟調查登錄（1898年），將立廟年代記為乾隆時期。不過康熙五十八年（1719年）的《鳳山縣志》已記載說興隆庄北有「慈濟宮」，故應該在此書寫成之前該廟已存在。另外在〈雍正臺灣輿圖〉（1727年─1734年間繪製）上，該廟則被記載為「真君廟」:261。

### 舊廟發展
據乾隆二十九年（1764年）《重修鳳山縣志》的記載，當時慈濟宮所在地為縣署前大街（縣前街）:262。值得注意的是，保生大帝信仰在清朝並未列入祀典，卻能在縣城核心位置建廟，顯見保生大帝信仰在當地的重要性與官員並未加以干涉:261。而據《鳳山縣采訪冊》的記載，道光廿八年（1848年），陳瓊號召城內士紳重修慈濟宮。
慈濟宮所在的縣前街，隨著縣衙遷到新城，而改稱「大道公街」:263。在舊城各街市沒落的時候，只有大道公街一帶因為慈濟宮這座信仰中心而維持著經濟活動:263。
到了日治時期，根據明治卅一年（1898年）的調查記載，當時慈濟宮建物雖然不大（比興隆寺、城隍廟等廟小），但田產僅次於興隆寺，顯見其廟產收入豐厚:264。到了昭和十四年（1939年）建左營軍港，舊城一帶徵收為要塞，居民被迫全數遷出，慈濟宮也跟舊城各廟一樣面臨拆遷:265。

### 重建廟宇

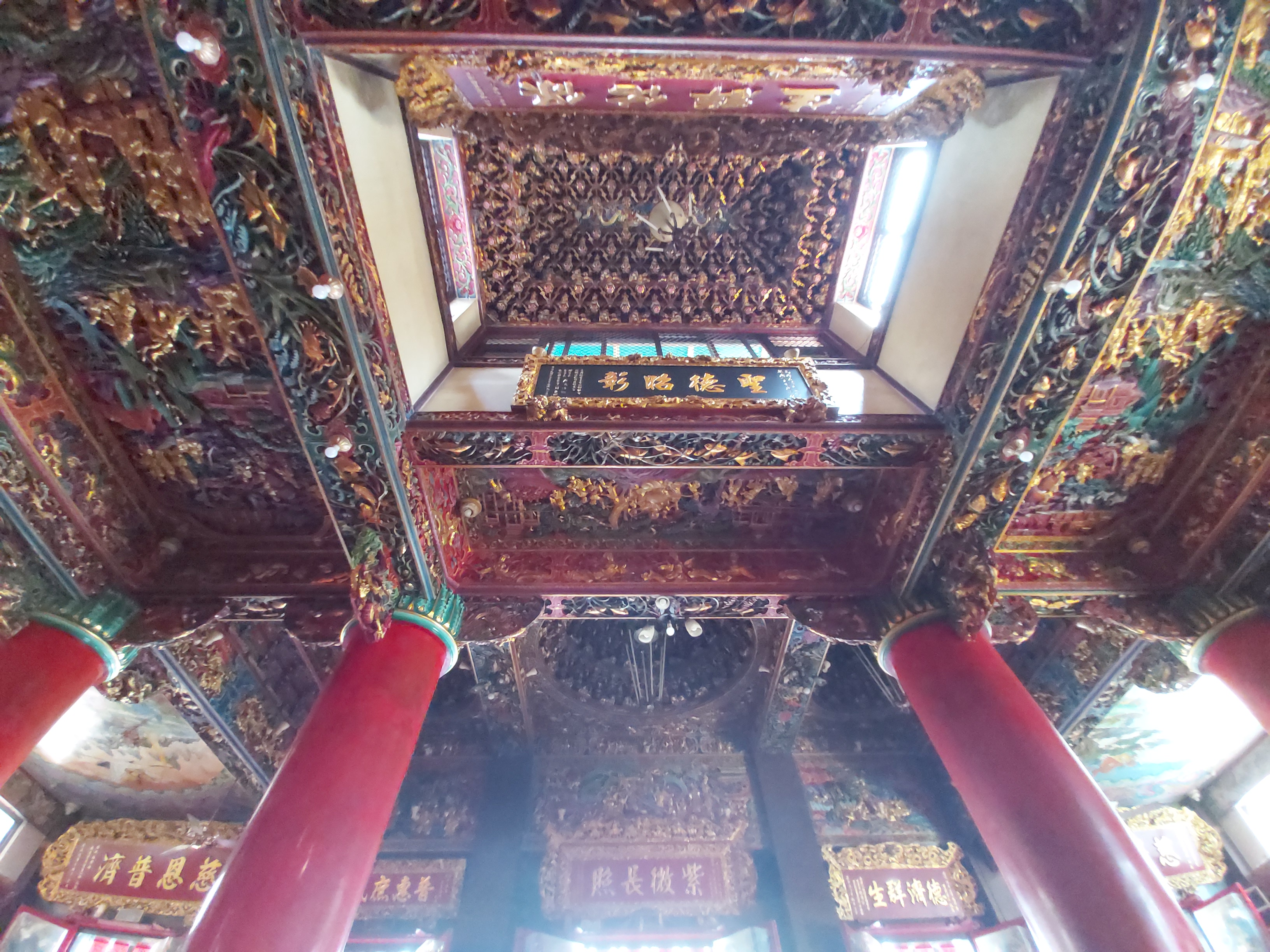
左營慈濟宮正殿樑柱

舊廟拆除後，根據廟方碑文記載，保生大帝先是暫時安奉於內惟鎮安宮，後遷新莊黃宅，再遷於埤子頭陳宅:265。據慈濟宮常務監察委員陳榮隆的說法，其祖父陳坎當時也有協助保生大帝的安置，且據說二次大戰期間炸彈曾掉落於黃宅，但幸運地並未爆炸，認為是神明保佑:265。戰後，陳坎一家返回埤仔頭定居，並將保生大帝迎到自家供奉:265。
民國39年（1950年），信徒們購下埤子頭西巷9號兩間簡屋，建立簡單廟宇迎回保生大帝金身奉祀:265。此一時期，廟方也成立鸞堂「修善堂」:265。民國48年（1959年），因保生大帝降駕指示，廟方以兩間簡屋和四萬元來向葉姓地主購買現址的廟地:266。而為了建廟，當時的主任委員黃慶恩還抵押自己的房子來籌款:266。新廟最後在民國51年（1962年）建成，而因為尚未登記立案的關係，由陳恭德掛名為管理人，這也使慈濟宮一度有是陳家私廟的印象:266。另外新廟剛建好時，廟額是寫「修善堂」，後來才正名為「慈濟宮」:266。
民國63年（1974年），因為保生大帝降駕指示，廟方遂興建龍虎塔於蓮池潭畔，以防避將到來的災難:267。龍虎塔在兩年後（1976年）落成，慈濟宮的鸞堂也在此後改稱「龍虎社修善堂」:267。

### 登記立案後

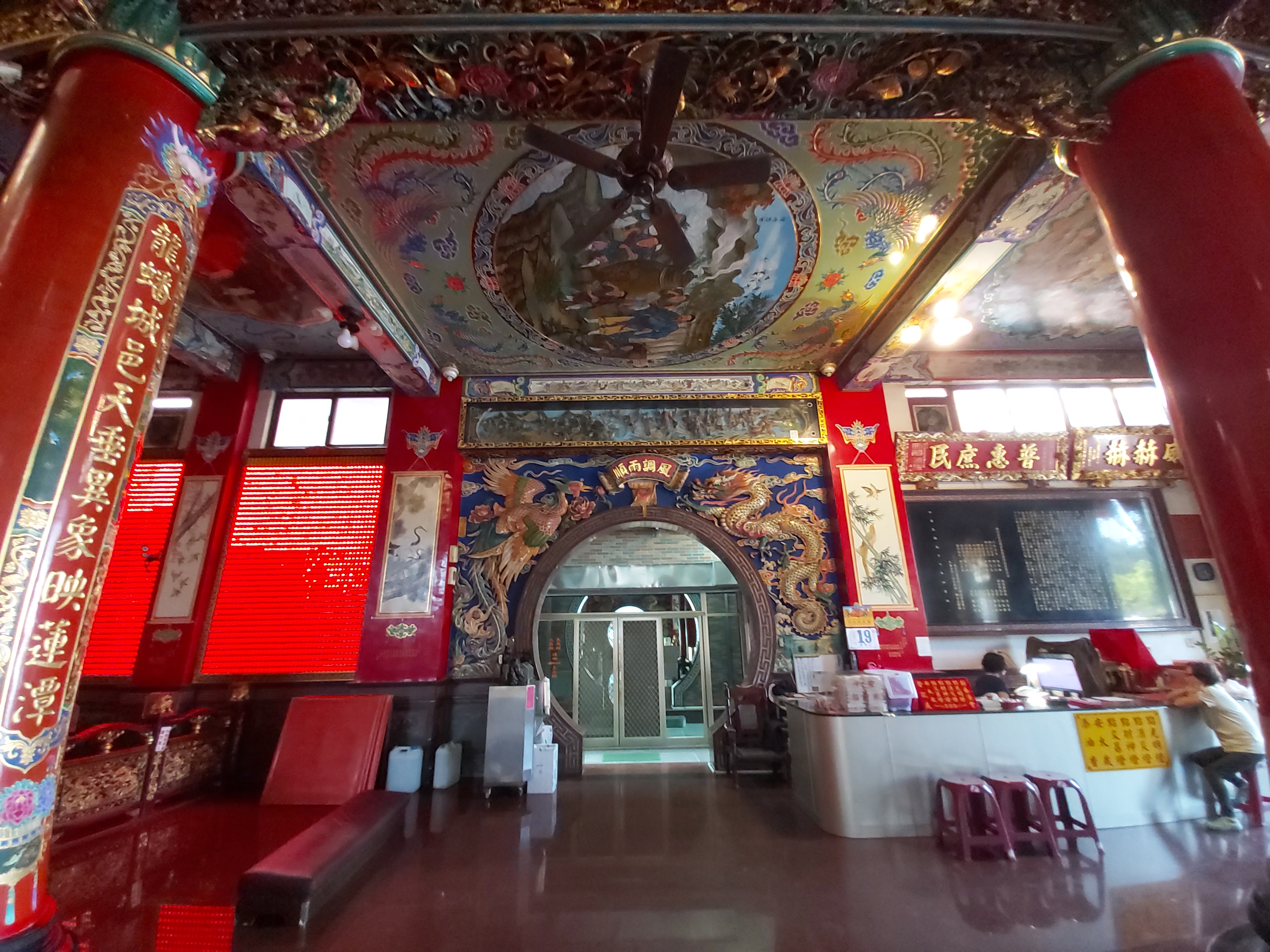
正殿龍邊通往辦公室及三樓太歲殿、文昌殿的入口

民國88年（1999年），慈濟宮正式登記立案並組織管理委員會，由張春粗擔任主任委員:267。次年（2000年）因廟宇建物老舊等因素，廟方開始籌備重建慈濟宮和整修龍虎塔:267。之後新廟工程於2004年6月3日（歲次甲申年四月十六日）破土重建，至2008年5月5日（歲次戊子年四月初一日）入火安座:267。
2014年12月29日（歲次甲午年十一月初八日）起，慈濟宮奉玉旨舉行一朝慶成謝土暨三朝祈安清醮，並在2015年1月6日（歲次甲午年十一月十六日），前往安平港北岸進香請火，之後回左營舊聚落遶境再入廟安座:267。

## 奉祀神明
主祀保生大帝，同祀朱府千歲、曹府千歲，陪祀註生娘娘、福德正神，配祀康元帥、趙元帥、虎爺、馬使爺、神馬；三樓太歲殿奉祀太歲星君，文昌殿奉祀文昌帝君；附設龍虎塔奉祀阿彌陀佛、觀世音菩薩、地藏王和孔夫子。

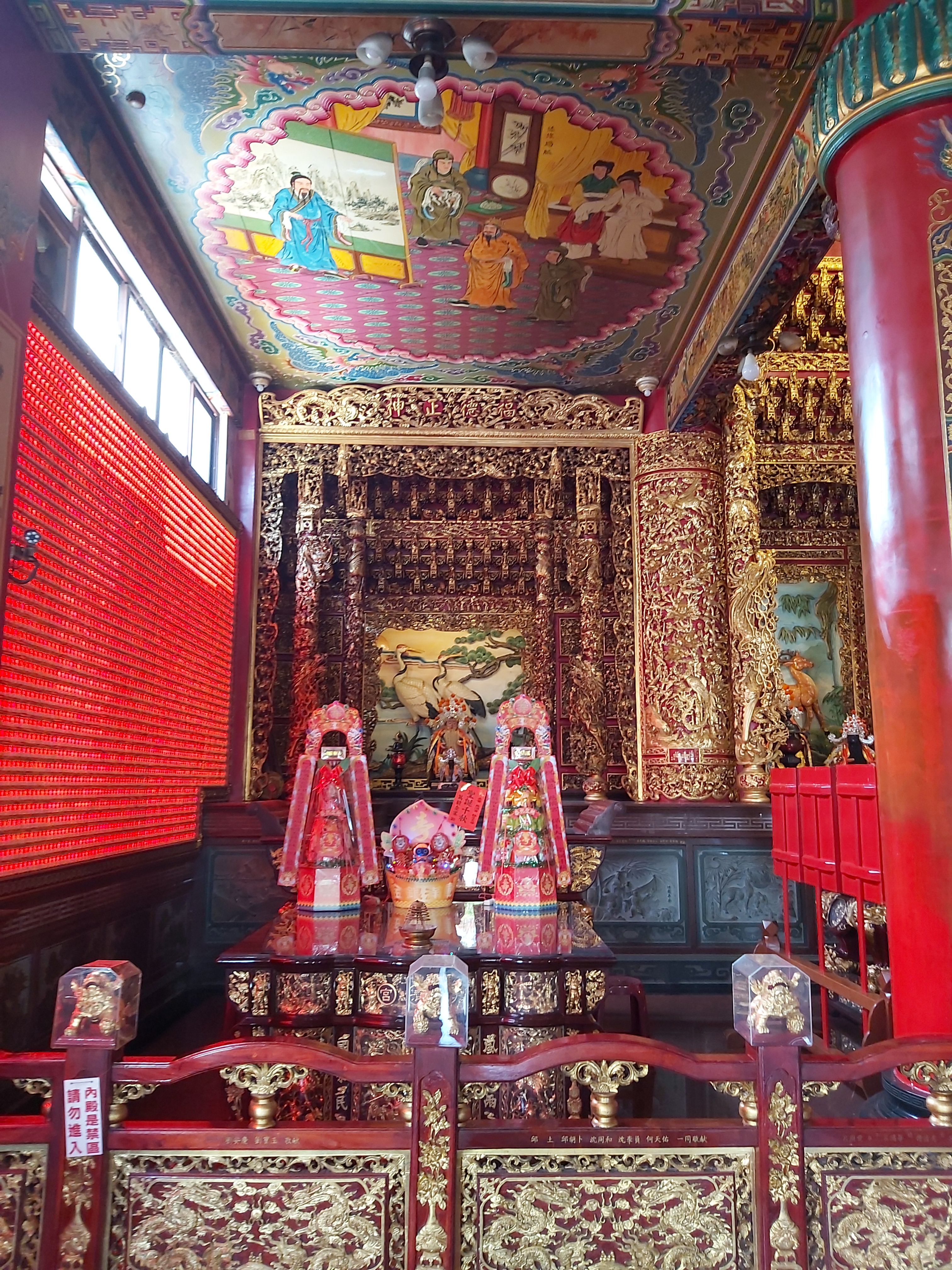
福德正神
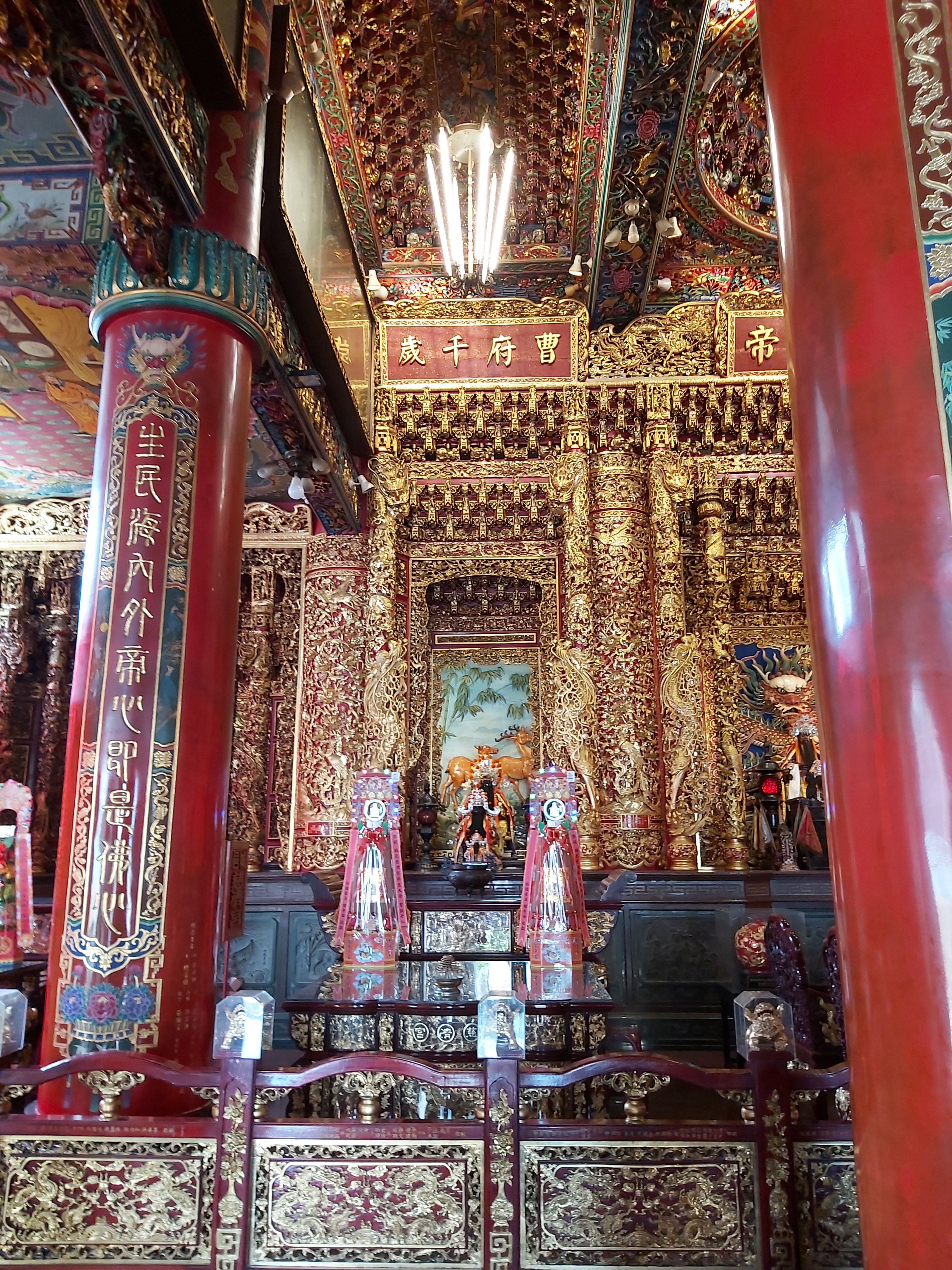
曹府千歲
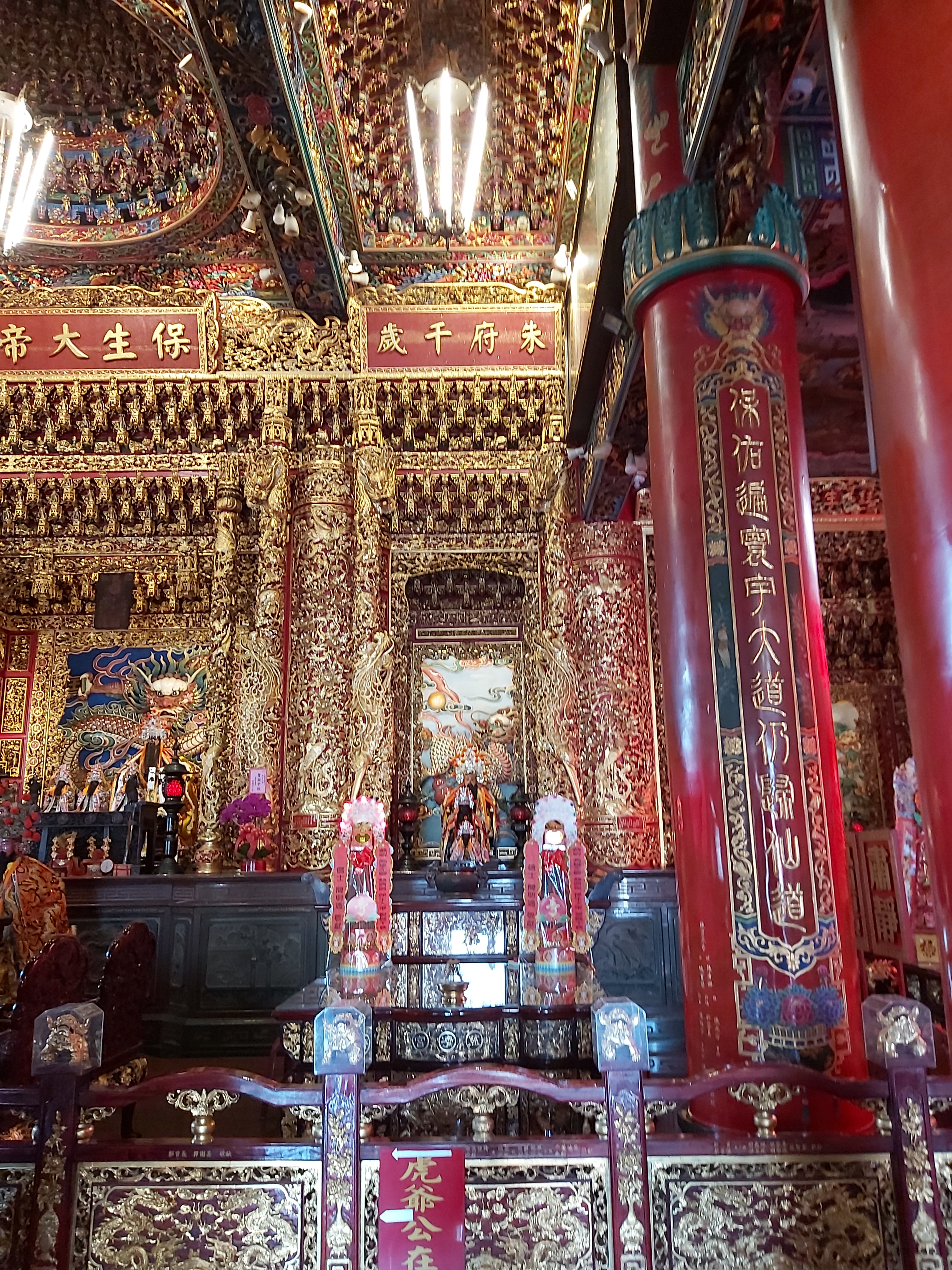
朱府千歲
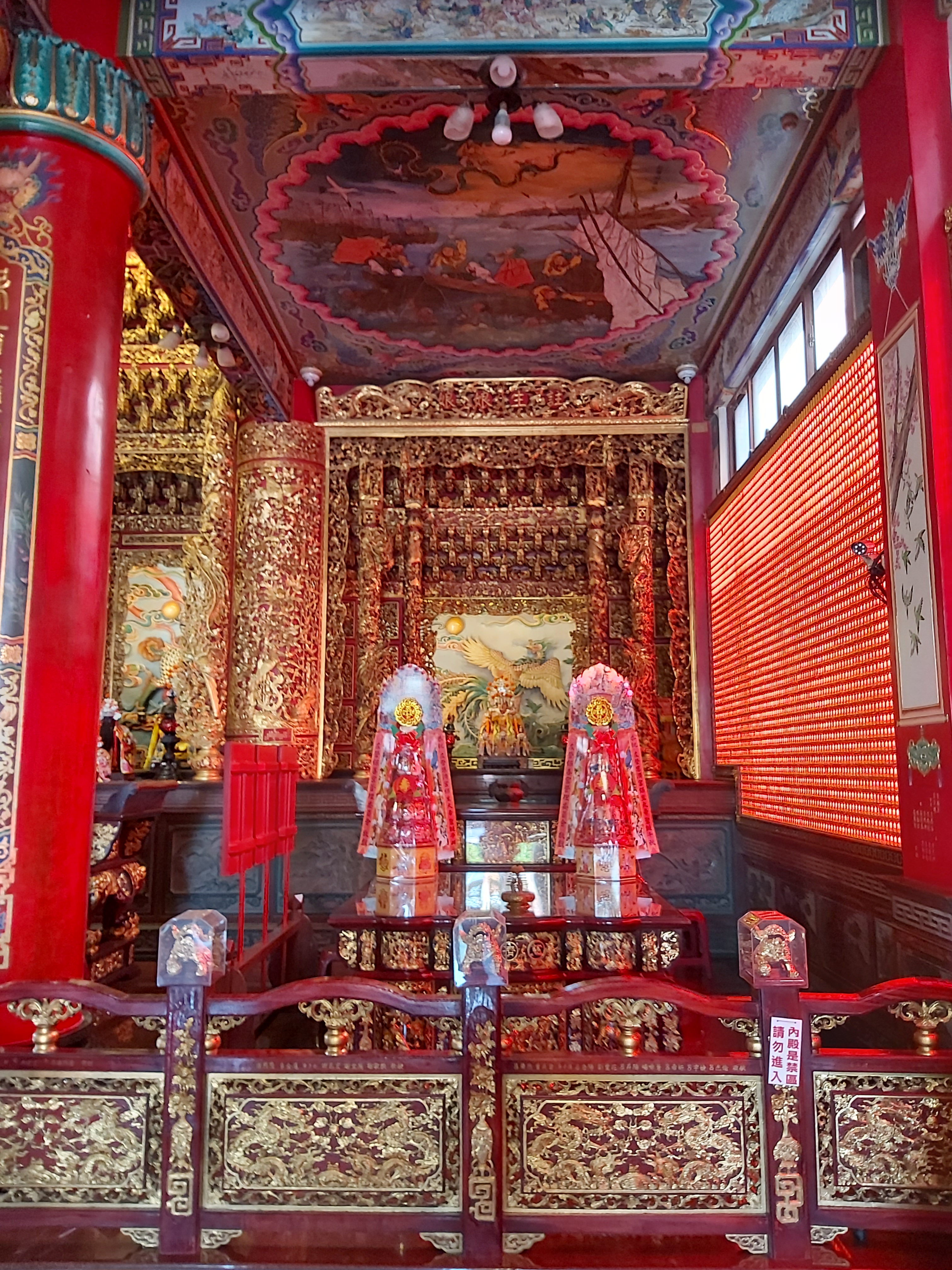
註生娘娘

據陳榮隆的說法，朱府千歲與曹府千歲的由來不明，可能是因扶鸞指示而供奉，朱府千歲可能是鄭成功，曹府千歲則應是曹謹。:266另外左營萬年季裡的「迎火獅」中的火獅，一說即是保生大帝座騎黑虎將軍所化:268。

## 舊廟位置
慈濟宮舊廟所在地在日治時期的地籍為「前峰尾25番地」，即是後來的「興隆段702地號」。而據《鳳山縣采訪冊》，清治時期末期的慈濟宮只有「屋三間」的規模，但廟租有30石:263。日治初期的記載（1898年）則顯示當時慈濟宮建物有37坪、用地56坪，並有田產60.23畝:264。

## 宗教活動
慈濟宮重要的年度活動如下:268：
| 日期（農曆） | 名稱         | 備註 |
| ------------ | ------------ | ---- |
| 三月十五     | 保生大帝聖誕 |      |
| 七月十三     | 普渡         |      |
| 九月初六     | 曹府千歲聖誕 |      |
| 十一月初六   | 朱府千歲聖誕 |      |

保生大帝聖誕在三月十四時，廟方便會請歌仔戲班酬神3天，並有誦經團誦經與乞龜活動:268。所謂的乞龜，是指信眾自由繳交丁口錢（每丁50元）後，可以領取一隻蛋糕做的「丁龜」:268。十五日當天下午會有平安宴，十六日會舉行犒軍儀式:268。
另外左營當地有俗諺「店仔頂豬、埤仔頭戲、大廟孝牲禮、大道公蕹菜把」，其中的「大道公蕹菜把」指的是普渡時信徒會以「蕹菜把」（連根的空心菜）致祭:267。其緣故據說是保生大帝曾顯靈教民眾吃「蕹菜」充飢，並解除瘟疫災害:267。過去慈濟宮曾在普渡時提供「大道公蕹菜平安茶」供信徒飲用，但從1995年起因故不再提供:268。

## 龍虎社修善堂
最初名為「修善堂」，是以保生大帝為正主席的鸞堂，偶爾也會由副主席朱府千歲或是曹府千歲降鸞:266。早期該鸞堂每個月逢三、六、九日集會扶鸞，並將鸞文集結出版:266。該鸞堂也指導過赤崁赤慈宮、鼓山慈仁宮、廍後揚善堂成立鸞堂:266。
在興建龍虎塔之後，鸞堂名稱改為「龍虎社修善堂」:267。現在集會日期改為每月初二、十一、廿一，約有2、30人左右的鸞生:267。

## 外部連結
- 城邑左營慈濟宮的Facebook專頁 （页面存档备份，存于）
- 左營蓮池潭社區文史:  左營萬年季 （页面存档备份，存于）